# Eucalyptus cinerea
Espèce
Classification phylogénétique
Répartition géographique
Eucalyptus cinerea est une espèce de plantes à fleurs du genre Eucalyptus et de la famille des Myrtaceae. C'est un arbre de taille moyenne (environ 10 mètres) à l'écorce rugueuse, épaisse, fibreuse, persistante sur le tronc et les grosse branches, de couleur rougeâtre et grise.
Les jeunes feuilles sont ovales, opposées mesurant 3,5 cm de long sur 3 cm de large; les feuilles adultes sont pétiolées, lancéolées, mesurant 11 cm de long sur 3 de large, d'un gris bleu.
Les fleurs blanches apparaissent du milieu du printemps au début de l'été.
Il pousse de la région au nord de Bathurst (33° S), au centre ouest de la Nouvelle-Galles du Sud jusqu'à celle de Beechworth (36° S) au Victoria.